# Jacques Fatton
Jacques „Jacky“ Fatton (19. prosince 1925, Exincourt, Francie – 16. července 2011 Ženeva, Švýcarsko) byl švýcarský fotbalista. Hrál na pozici levého krajního útočníka. Za Švýcarsko odehrál 53 zápasů a vstřelil 28 gólů. Zahrál si na MS 1950 a MS 1954. Odehrál na MS plný počet 7 zápasů a vstřelil 3 góly. Na klubové úrovni působil převážně v Servette Ženeva a také si zahrál 3 sezóny v Olympique Lyon. Zemřel ve věku 85 let v Ženevě.

## Klubová kariéra
Za Servette debutoval v sezóně 1943/44 a získal s nimi 2. místo ve švýcarské lize. Svého prvního titulu dosáhl v sezóně 1945/46. V sezóně 1948/49 skončil se Servette na 4. místě, ale i přesto byla pro něj tato sezóna byla úspěšná, protože se s 21 góly stal nejlepším střelcem švýcarské ligy a také se Servette získal švýcarský pohár. V následující sezóně podruhé v kariéře vyhrál švýcarskou ligu a s 32 góly obhájil trofej pro nejlepšího střelce. V roce 1954 přestoupil do Olympique Lyon. Po 3 letech v Lyonu se navrátil zpět do Servette. Za Lyon odehrál 82 utkání a vstřelil 33 gólů. V sezóně 1960/61 získal se Servette svůj 3. švýcarský titul. V sezóně 1961/62 Servette obhájilo titul a Fatton se stal s 25 góly potřetí v kariéře nejlepším střelcem švýcarské ligy. Po sezóně 1962/63 ukončil kariéru. Za Servette odehrál 300 utkání a vstřelil 287 gólů.

## Reprezentační kariéra
Za Švýcarsko odehrál 53 zápasů a vstřelil 28 gólů. Účastnil se Mistrovství světa ve fotbale 1950 a MS 1954. Za Švýcarsko debutoval v roce 1946. Na MS 1950 odehrál 3 zápasy a vstřelil 2 góly. Oba dva góly vstřelil v zápase s Brazílií. Na MS 1950 nakonec Švýcaři vypadli, protože skončili až na 3. místě ve skupině. Na MS 1954 měli Švýcaři stejně bodů s Itálií a o postupu rozhodl dodatečný zápas, který Švýcaři ovládli 4:1 a Fatton se trefil v 90. minutě. Švýcaři nakonec vypadli ve čtvrtfinále po prohře 5:7 s Rakouskem. Svůj poslední zápas za Švýcarsko odehrál v roce 1955.